# Micranthes nivalis
Micranthes nivalis — вид трав'янистих рослин родини ломикаменеві (Saxifragaceae), поширений у північній Євразії та на півночі Північної Америки. Етимологія: лат. nivalis — «сніговий».

## Біоморфологічна характеристика
Це поодинокі багаторічні трав'янисті рослини, прості чи з короткими вертикальними гілками, кожна закінчується розеткою листя на рівні землі. Квіткові стебла прямостійні, (4)5–15(20) см, по одному з розеток 1–2(2.5) мм товщиною запушені довгими волосками, часто завдовжки з діаметр стебла. Волоски білі але часто з фіолетовими залозистими кінчиками. Листки чергові, всі базальні в розетках, 3–4 × 1.5–2 см; пластини від широкояйцевидої до закругленої форми, з тупими зубцями, шкірясті, сірувато-зелені, часто червонуваті, особливо внизу, рідко волохаті, звужуються більш-менш різко до коротких, крилатих ніжок. Суцвіття — 1–5 (або більше) кластерів, кожен з 1–4 (або більше) квітів у короткій, часто головчастій волоті. Квіти радіально-симетричні з 5 вільних чашолистків і пелюсток. Чашолистки 1.3–2.3 × 1.3–2.3 мм, від широкояйцевидих до трикутних, тупі, від зеленого до червонуватого забарвлення. Пелюстки 2.5–3.2 × 1.0–1.3 мм, в 1.5–2 рази довші за чашолистки, вузько довгасті, від тупих до округлих, не перекриваються, білі або рідше блідо-рожеві. Тичинок 10. Плоди — 2-дольні капсули з двома дзьобами вигнутими до 90° назовні при дозріванні, зелені, стаючи від червонуватих до пурпурних при дозріванні. Насіння численне.
Розмножується насінням; немає вегетативного розмноження. Капсули мають горішній отвір, який гарантує, що насіння розсіюються тільки при певній швидкості вітру. Поширення насіння часто відбувається після першого снігопаду, що збільшує відстань розпорошення шляхом видування по гладкій поверхні. Насіння також поширюється тваринами, наприклад гусками, які селективно харчуються капсулами.

## Поширення
Європа (Велика Британія, Чехія, Фарерські о-ви, Фінляндія, Ірландія, Ісландія, Норвегія [вкл. Шпіцберген], Польща, Росія, Швеція); Північна Америка (Гренландія, Канада, Аляска); Азія (Росія). Населяє відкриту мохову тундру, кам'янисті гряди або тіньові уступи, пустища, трав'яні схили, осипи, сухі річкові тераси.

## Галерея

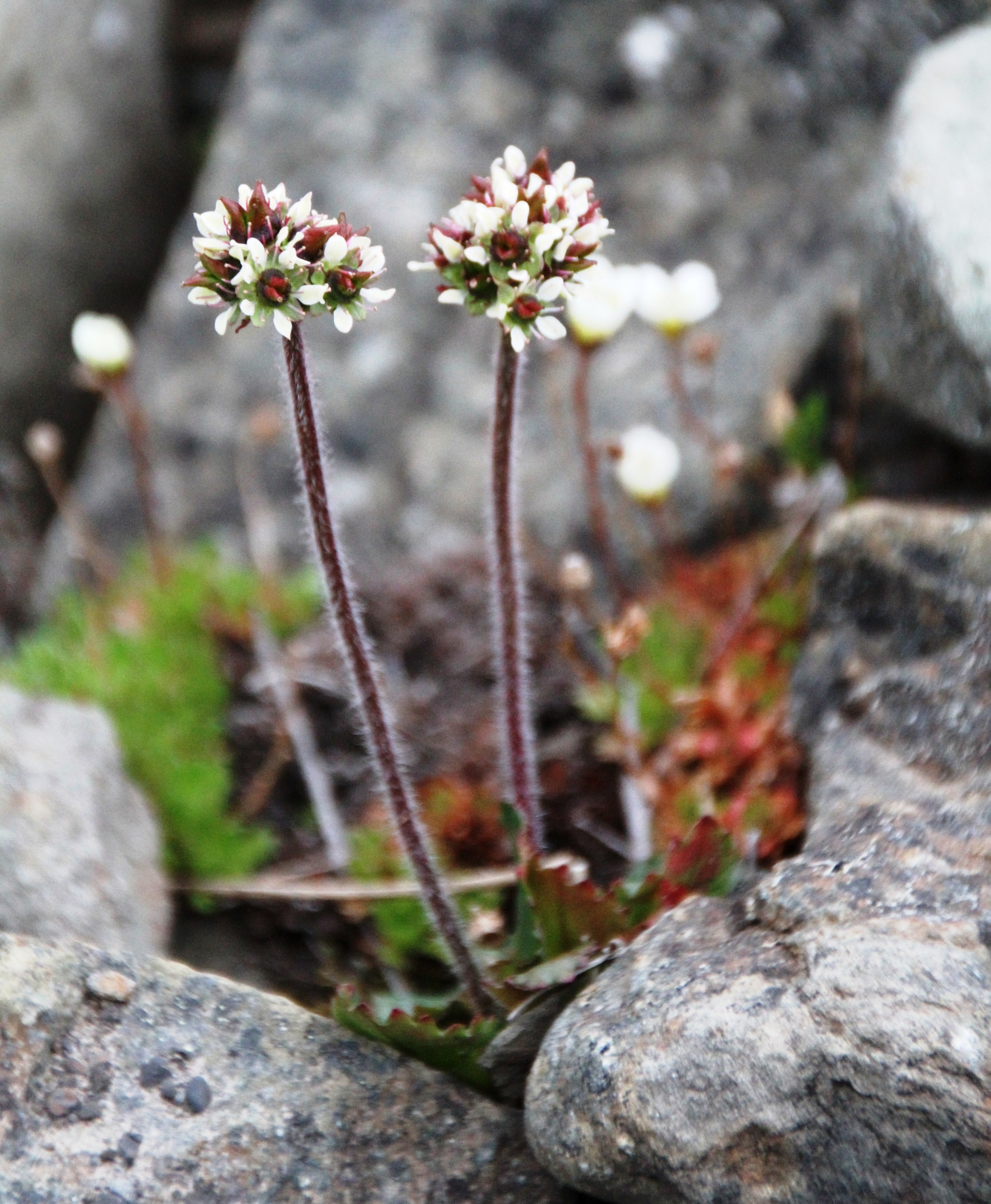
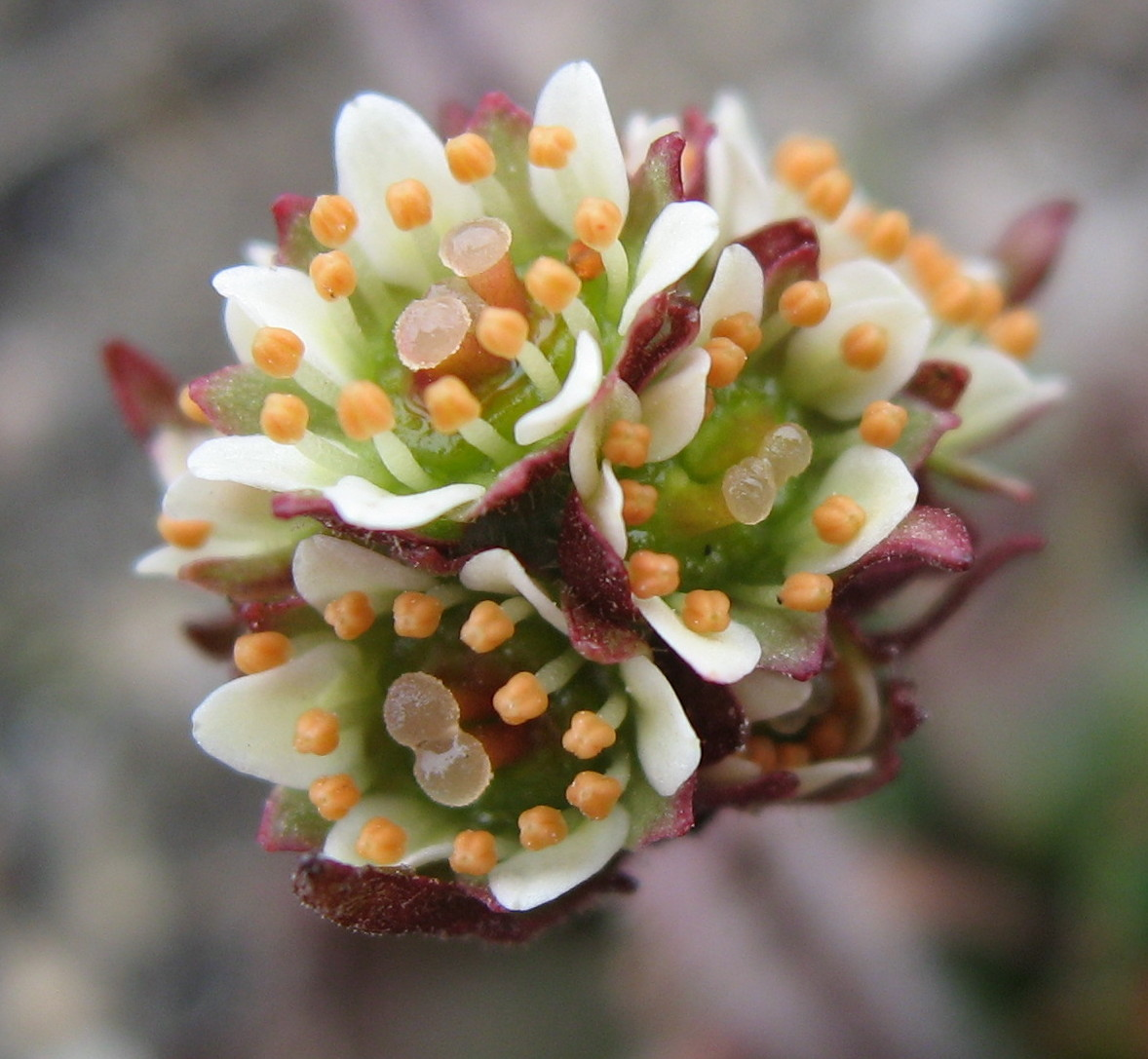